# Cyril Mackworth-Praed
Cyril Winthrop Mackworth-Praed (Dorking, 21 settembre 1891 – Ringwood, 30 giugno 1974) è stato un tiratore a segno britannico.
Ha vinto tre medaglie olimpiche, tutte alle Olimpiadi 1924 svoltesi a Parigi. In particolare ha vinto la medaglia d'oro nella gara di bersaglio mobile colpo doppio a squadre, la medaglia d'argento nel bersaglio mobile individuale e un'altra medaglia d'argento nella specialità bersaglio mobile colpo doppio individuale.
Negli stessi giochi olimpici ha gareggiato in altre tre categorie.
Inoltre ha anche partecipato alle Olimpiadi 1952.